# 費雪方程式
費雪方程式（英語：Fisher equation）是數理經濟學和金融數學的費沙效應理論，它概括了通貨膨脹情況下，名義利率和真實利率的關係。
這條方程式以美國經濟學家歐文·費雪命名，因爲後者在其著作《利息理論》中説明了這條方程式及内裏的函數彼此的關係。金融學上，費雪方程式主要使用在債券的孳息率曲綫或者投資的内部報酬率的計算。經濟學上，方程式的應用則是預測名義和實際利率。經濟學家常用{\displaystyle \pi }表示通貨膨脹率。
{\displaystyle r}代表實際利率、{\displaystyle i}代表名義利率、{\displaystyle \pi }表示通貨膨脹率，因此費雪方程式即是：
{\displaystyle i\approx r+\pi }
方程式是綫性近似關係，但一般都寫作均等式：
{\displaystyle i=r+\pi }
費雪方程式可用作“事前”或者“事後”分析。如果進行“事後”分析，方程式可寫為：
{\displaystyle r=i-\pi }
描述一筆貸款的實際購買力。
把費雪方程式重新排列為“附加預期的費雪方程式”，給予一個所需的實際回報率和一個一段時間内貸款的預期通貨膨脹率，{\displaystyle \pi ^{e}}，以“事前”分析決定貸款應該收取的名義利率：
{\displaystyle i=r+\pi ^{e}}
此方程其實在費雪之前已經存在，但費雪建議使用以下較佳的近似版本。近似式可從這條準確式推導而來：
{\displaystyle 1+i=(1+r)(1+\pi ).}

## 推導
即使代表時間的下標符號有時候被省略，費雪方程式要説明的便是名義利率和實質利率的關係，這是通過通貨膨脹導致兩個時間點之間的價格水平的百分比改變。
所以，假設某人在時期T購買$1債券，利率是{\displaystyle i_{t}}。如果債券在時期t+1被贖回，那位債券持有人的回報便是{\displaystyle (1+i_{t})}元。但是，如果價格水平在t和t+1之間已經發生改變，從債券所得到的真實收益就會是
{\displaystyle (1+r_{t+1})=(1+i_{t})/(1+\pi _{t+1})}
下式則可求出名義利率：
{\displaystyle 1+i_{t}=(1+r_{t+1})(1+\pi _{t+1})}   (1)
擴展此式， (1) 變成:
{\displaystyle 1+i_{t}=1+r_{t+1}+\pi _{t+1}+r_{t+1}\pi _{t+1}}
{\displaystyle i_{t}=r_{t+1}+\pi _{t+1}+r_{t+1}\pi _{t+1}}
假設真實利率和通脹率皆是相當小，（或許在百分之幾，這要取決於實際情況）
{\displaystyle r_{t+1}+\pi _{t+1}}較大於{\displaystyle r_{t+1}\pi _{t+1}}，
因此 {\displaystyle r_{t+1}\pi _{t+1}}被放棄，給出最終近似值:
{\displaystyle i_{t}\approx r_{t+1}+\pi _{t+1}}。
更正式地，這線性近似 可從兩個一階泰勒展開式求出，即使:
{\displaystyle {\begin{aligned}1/(1+x)&\approx 1-x,\\(1+x)(1+y)&\approx 1+x+y.\end{aligned}}}
合併這些孳息率的近似值:
{\displaystyle 1+r=(1+i)/(1+\pi )\approx (1+i)(1-\pi )\approx 1+i-\pi }
因此{\displaystyle r\approx i-\pi .}

## 例子
2050年3月8日到期，票面息率為4.25%的英國政府債券的市場回報率為每年3.81%。假設可知這張債券的實質利率為2%，通貨膨脹率等於原有利率溢價1.775%（假設不需要風險溢價，因此這張政府債券屬於“無風險”）:
1.02 × 1.01775 = (1 + 0.02) × (1 + 0.01775) = 1.0381
這裡假設我們可以忽略擴展式(0.02 × 0.01775 = 0.00035 or 0.035%)最不重要的部分，從近似形式的費雪方程式計算，即是2%+1.775%=3.775%，這數字跟3.81%非常接近。
當每年名義回報率3.81%，每張面值為100英鎊的債券價格為107.84英鎊；如果回報率為每年3.775%，每張面值為100英鎊的債券價格為108.50英鎊，或者略多于66便士。
2005年最後一季真正的政府債券市場交易平均交易額是1000万英鎊。所以，每100英鎊的債券的價格計算假若存在66便士的差異，交易則會有66000英鎊的价差。

## 應用
費雪方程式對通脹挂鈎債券的交易有著重要的影響，通貨膨脹、實質利率、名義利率之間達到飽和點上的均衡會驅使票息的改變。